# Jan Gerhard
Jan Gerhard, właśc. Wiktor Lew Bardach, ps. „Gerard” (ur. 17 stycznia 1921 we Lwowie, zm. 20 sierpnia 1971 w Warszawie) – polski żołnierz, pisarz i publicysta; w latach 1939–1940 żołnierz Wojska Polskiego we Francji, w latach 1941–1944 uczestnik francuskiego ruchu oporu, w latach 1945–1952 żołnierz ludowego Wojska Polskiego; poseł na Sejm PRL V kadencji z ramienia PZPR; prozaik i publicysta, w latach 1965–1971 redaktor naczelny tygodnika „Forum”.

## Życiorys

### Działalność polityczna i wojskowa
Jan Gerhard urodził się jako Wiktor Bardach w rodzinie żydowskiej mieszkającej we Lwowie, gdzie ukończył III Państwowe Liceum i Gimnazjum im. Króla Stefana Batorego. Przed wojną był członkiem prawicowej organizacji syjonistycznej Betar. Po wybuchu II wojny światowej opuścił Polskę i w 1940 został żołnierzem Wojska Polskiego organizowanego we Francji. W czasie walk został ranny i trafił do niewoli niemieckiej. Po zwolnieniu (udawał Francuza) zamieszkał w Montpellier, rozpoczął studia i nawiązał kontakt z francuskim ruchem oporu. W 1941 został członkiem Partii Komunistycznej, a w 1942 bojownikiem Wolnych Strzelców i Partyzantów – Imigranckiej Siły Roboczej (FTP-MOI). Wtedy to zaczął używać konspiracyjnego nazwiska Jan Gerhard.
Wysłany do Tuluzy przeprowadzał zamachy i akcje dywersyjne. W marcu 1943 bez zgody partii przeprowadził nieudany zamach na kino Varietes, w którym wyświetlano niemiecki film Żyd Süss. Został mianowany dowódcą FTP-MOI na Nord i Pas-de-Calais. Po zjednoczeniu wszystkich stronnictw ruchu oporu we Francuskie Siły Wewnętrzne otrzymał rangę majora. Po wyzwoleniu był jednym z organizatorów polskich jednostek w szeregach Francuskiej Armii Wyzwolenia, działających niezależnie od Polskich Sił Zbrojnych. W styczniu 1945 otrzymał dowództwo nad 29. Zgrupowaniem Piechoty Polskiej 1. Armii Francuskiej, które wzięło udział w walkach na terenie Niemiec. Po zakończeniu wojny razem ze swoją jednostką wrócił do Polski.
W latach 1945–1952 był żołnierzem ludowego Wojska Polskiego. Był m.in. zastępcą dowódcy oraz dowódcą 34. Pułku Piechoty. W tej funkcji 28 marca 1947 uczestniczył w inspekcji wojskowej w południowo-wschodniej Polsce, podczas której śmierć poniósł generał Karol Świerczewski. Następnie brał udział w akcji „Wisła”. Według świadków z 34 Budziszyńskiego Pułku Piechoty zlecił np. wykonanie publicznej egzekucji ciężko rannego żołnierza Ukraińskiej Powstańczej Armii, ujawnionego w czasie akcji przesiedleńczej na wozie rodziny ukraińskiej. Z jego rozkazu zabito też na miejscu bez sądu innych ujętych członków UPA. 29 września 1952 aresztowany przez Główny Zarząd Informacji pod fałszywym zarzutem udziału, z inspiracji wywiadu francuskiego, w spisku na życie Karola Świerczewskiego. Został zwolniony w 1954.
W 1960 był korespondentem Polskiej Agencji Prasowej w Paryżu. W latach 1965–1971 był redaktorem naczelnym tygodnika „Forum”, a w latach 1965–1968 kierownikiem literackim zespołu filmowego „Rytm”. Napisał m.in. powieść dokumentalną Łuny w Bieszczadach, na motywach której został zrealizowany film Ogniomistrz Kaleń, oraz szereg studiów politycznych: Czas generała (1965), Grenadierzy (1957), Wojna i ja (1958), Zoolityka (1965), Francuzi (1965), Nie ma El Dorado i Wielkie intermezzo.
Prawdopodobnie w końcu 1970 roku powołano komisję mającą na celu sprawdzenie okoliczności śmierci generała Karola Świerczewskiego i w konsekwencji na przełomie 1970/71 komisja rozpoczęła badania. Komisją miał kierować Marian Naszkowski, a jednym z jej członków miał być Jan Gerhard. Raport komisji (jeśli nawet powstał) nie ujrzał światła dziennego. Najpierw nieznani sprawcy dokonali włamania do domu Mariana Naszkowskiego i z jego sejfu zabrano tylko raport o okolicznościach śmierci generała Świerczewskiego, pomimo że były tam kosztowności, a później w dziwnych okolicznościach zmarł sam Jan Gerhard. Należał do Polskiej Zjednoczonej Partii Robotniczej, z jej ramienia pełnił mandat posła na Sejm PRL V kadencji (1969–1972).

### Morderstwo, śledztwo i proces
Gdy w piątek 20 sierpnia 1971 Jan Gerhard – ówcześnie redaktor naczelny „Forum” – nie zjawił się w pracy, a jego żona i córka były za granicą; po południu sekretarka zawiadomiła Milicję Obywatelską. Funkcjonariusze odkryli, że Jan Gerhard został zasztyletowany w swoim warszawskim mieszkaniu. W lokalu pozostały pieniądze i cenne rzeczy – wydawało się więc, że zbrodnia miała charakter polityczny. Jedna z hipotez podjętego śledztwa dotyczyła porachunków z burzliwej przeszłości Jana Gerharda (jego domniemanej działalności w Czerwonej Orkiestrze), inną związano z nacjonalistami ukraińskimi. Z mieszkania zostały zabrane m.in. czeki podróżne, które następnie zostały zrealizowane i umożliwiły dotarcie do zabójcy.
Pochowany został na cmentarzu Wojskowym na Powązkach w Warszawie (kwatera B2-tuje-11).
Na początku kwietnia 1972 Ministerstwo Spraw Wewnętrznych poinformowało, że Służba Bezpieczeństwa i MO ustaliły sprawców zabójstwa Jana Gerharda. Po przesłuchaniu 1850 świadków oraz przeprowadzeniu 9 tysięcy rozmów operacyjnych 12 maja 1972 o morderstwo oskarżeni zostali: narzeczony córki, 27-letni student architektury Zygmunt Garbacki oraz jego kolega, 26-letni Marian Wojtasik. W śledztwie ustalono, że powodem zbrodni był cel rabunkowy i w akcie oskarżenia zarzucono oskarżonym popełnienie jeszcze 20 innych przestępstw o tym charakterze. Proces przed Sądem Wojewódzkim dla m. st. Warszawy rozpoczął się 25 maja 1972. Ponieważ Jan Gerhard nie wyrażał zgody na małżeństwo córki z Zygmuntem Garbackim, ten bronił się w śledztwie, twierdząc, że zabójstwa dokonał z miłości do Małgorzaty Gerhard, natomiast Marian Wojtasik – że z powodów patriotycznych, uważał bowiem, że Jan Gerhard jest odpowiedzialny za śmierć gen. Karola Świerczewskiego. Proces wzbudził duże emocje, a na salę rozpraw sprzedawano bilety wstępu. Wyrokiem SW z 16 czerwca 1972 obaj oskarżeni zostali skazani na kary śmierci, a wyroki wykonano.
Współcześnie historycy twierdzą, że nie ma podstaw do podważania oficjalnej wersji morderstwa. Były premier i dziennikarz Mieczysław Rakowski, kolega Jana Gerharda, potwierdzająco napisał: Motywy mordu były nieprawdopodobnie przyziemne. Po prostu dwóch bydlaków postanowiło zarżnąć człowieka.

## Publikacje
- Łuny w Bieszczadach, Wydawnictwo Lubelskie, Lublin 1980 (wydanie XI)
- Autopamflet, Czytelnik, Warszawa 1971
- Berlin – 1945, Wydawnictwo MON, Warszawa 1970
- Wielkie intermezzo, Wydawnictwo MON, Warszawa 1970 (wydanie II)
- Żołnierze i dyplomaci, Wydawnictwo MON, Warszawa 1970 (wydanie II)
- Niecierpliwość, Wydawnictwo MON, Warszawa 1967 (wydanie III)
- Charles de Gaulle, tom I i II, Książka i Wiedza, Warszawa 1972
- Francuzi, Czytelnik, Warszawa 1965
- Czas Generała, Wydawnictwo MON, Warszawa 1965 (wydanie II)
- Grenadierzy, Wydawnictwo MON, Warszawa 1957
- Wojna i ja, Wydawnictwo MON, Warszawa 1958
- Zoolityka, Wydawnictwo MON, Warszawa 1965

## Ordery i odznaczenia
- Order Krzyża Grunwaldu III klasy[17][18]
- Krzyż Oficerski Orderu Odrodzenia Polski
- Krzyż Kawalerski Orderu Odrodzenia Polski
- Krzyż Srebrny Orderu Virtuti Militari
- Złoty Krzyż Zasługi – 1947[19]
- Krzyż Walecznych – dwukrotnie, m.in. w 1946[20][21][22]
- Krzyż Partyzancki[23]
- Medal Zwycięstwa i Wolności 1945
- Brązowy Medal „Za zasługi dla obronności kraju” (1967)[24]

- Krzyż Wojenny 1939–1945 (Francja)[20]
- Krzyż Kombatanta (Francja)[20]

## Nagrody
- Nagroda Państwowa II stopnia (1966)[25]